# Сергеј Мечов
Сергеј (Сергије) Алексејевич Мечов (рус. Серге́й (Сергий) Алексе́евич Мечёв; Москва, 30. септембар 1892 — Јарослављ, 6. јануар 1942) је био хришћански светац, мученик и протојереј Руске православне цркве.

## Школовање и младост
Рођен је 30. септембра 1892. године у Москви. Отац му је био свештеник Алексиј Мечов, који је 2000. године такође проглашен за светитеља. Сергиј Мечов 1910. године завршава гимназију и уписује медицину на Московском универзитету. Међутим убрзо се пребацује на историјско-филолошки факултет који завршава 1917. године.
Током Првог светског рата је радио као милосрдни брат на фронту. Ту је упознао своју будућу супругу која је радила као милосрдна сестра.
Упоредо са срудијама је учествовао на састанцима студенатског богословског друштва „Свети Јован Златоусти“. Учествовао је и у раду црквене комисије за односе са цивилним властима у Русији. Тада је упознао патријарха московског и све Русије — Тихона.

## Свештеник
После завршетка историјско-филолошког факултета у Москви, Сергеј Мечов одлучује да постане свештеник. Тако је 1919. године рукоположен за ђакона, да би га већ у априлу 1919. године архиепископ Феодор Поздејевски рукоположио за свештеника.
Заједно са својим оцем као свештеник служио је у Москви, у цркви Светог Николе од 1919. до 1929. године. У то време парохију у којој су служили народ је звао световни манастир због заједништва које је тада владало у пастви. У то време Сергеј је увео почетак јутарње службе у 6 сати ујутру, тако да су верници могли да долазе на службу и да стижу на посао.
После смрти свога оца 22. јуна 1923. године Сергеј самостално почиње да управља парохијом. Као свештеник је био строг, доследан и усресређен. Његове проповеди су носиле снажну поруку тако да слушаоци нису остајали равнодушни.
Када је митрополит Сергије Страгородски донео чувен декрет којим потврђује лојалност Руске православне цркве Совјетском Савезу и интересима његових власти, Сергеј Мечов је одбио да подржи тај договор. На тај начин се прикључио Не помињућима (рус. Непоминающие) који су на богослужењима одбијали да спомињу митрополита Сергеја. Због тога је 1929. године са другим свештеницима ухапшен и протеран.

## Изгнанство и смрт
Протеран је на север, у градић Кадњиков (рус. Ка́дников) у Вологдској области. Ту је 1933. године поново ухапшен и осуђен на 5 година рада у логору. Био је затворен у неколико логора. Године 1937. је ослобођен из логора. Настанио се у близини града Каљинина (данас Твер) где је радио на поликлиници. У кући је тајно служио литургију, а верници су му тајно долазили. Решио да се јави епископу Мануилу (рус. Ману́ил), међутим епископ је убрзо ухапшен и одао је оца Сергеја.
Иако су Сергеју саветовали да побегне у Централну Азију, он је то одбио, не желећи да напушта своју духовну децу. Године 1941. је тајно живео у селу у близини Тутајева где је свакодневно служио литургију. Због опште сумње која је настала због избијања Другог светског рата, неко од мештана га је пријавио НКВД-у сматрајући га за немачког шпијуна.
Сергеј Мечов је 7. јула 1941. године ухапшен и смештен у Јарославски затвор. Након четири месеца испитивања и мучења Сергиј је убијен 24. децембра 1941. године (6. јануара 1942. године по грегоријанском календару).

## Светитељ
Сергеј Мечов је канонизован на јубиларном Архијерејском сабору Руске православне цркве који се одржавао у августу 2000. године.
Руска православна црква слави га 24. децембра по црквеном, а 6. јануара по грегоријанском календару.